# Cmentarz żydowski w Pszczynie

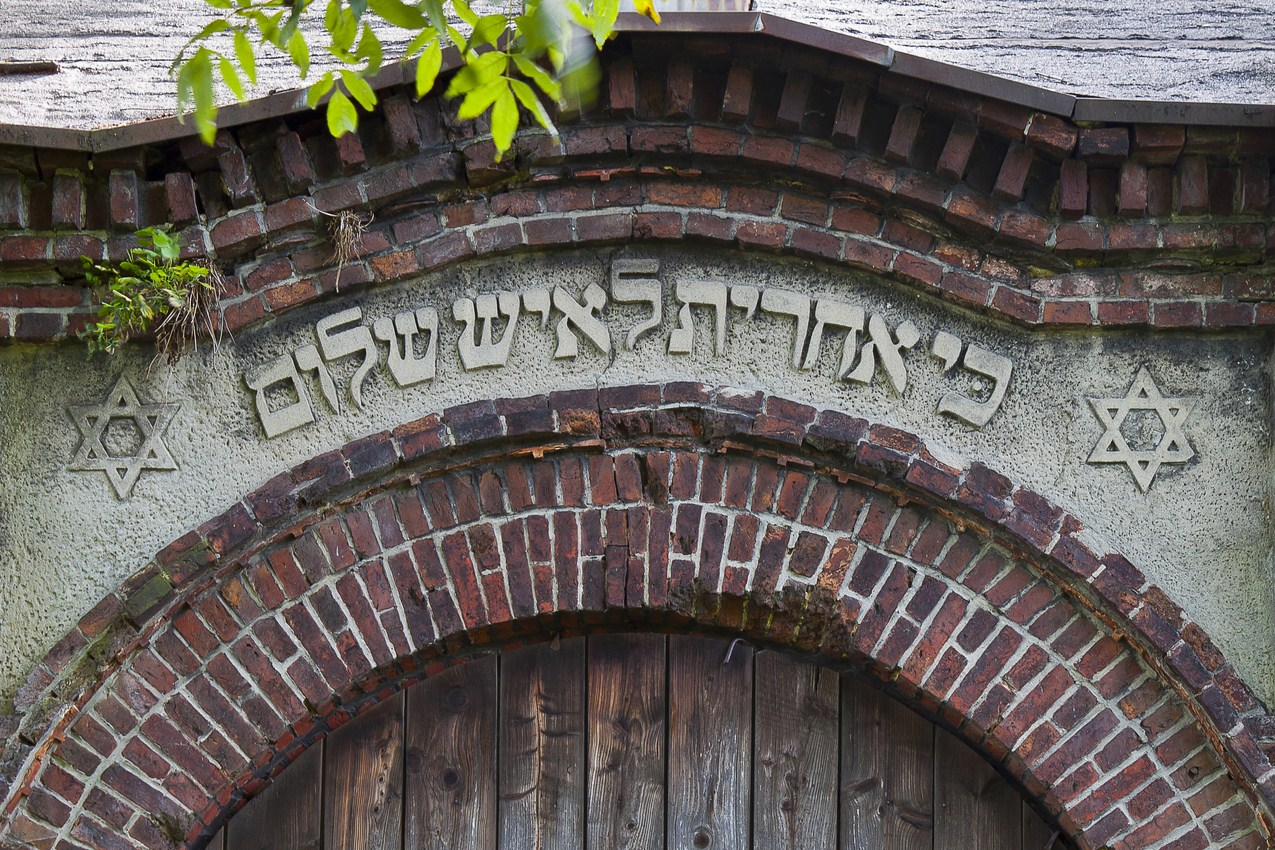
Hebrajski napis nad wejściem do domu przedpogrzebowego: Ponieważ koniec jest dla męża pokoju (Ps 37,37)

Cmentarz żydowski w Pszczynie – kirkut znajdujący się w Pszczynie, w głębi działki przy ulicy Katowickiej. Cmentarz zajmuje powierzchnię 0,6 ha, zachowało się na nim ponad 400 nagrobków. Obecnie należy do jednych z najlepiej zachowanych żydowskich nekropolii w województwie śląskim.

## Historia
Cmentarz został oficjalnie założony w 1814. Pierwszą pochowaną osobą była Jettel, córka rabina Hirschela Guttmanna, zmarła 10 września 1814 w wieku 4 lat. Wcześniej członkowie pszczyńskiej gminy żydowskiej byli chowani na cmentarzu żydowskim w Mikołowie. W 1830 powołano do życia święte bractwo pogrzebowe Chewra Kadisza, na czele którego stanęli Wolf Armuth oraz Samuel Bändel. W 1888 rozszerzono teren cmentarza, a od strony ulicy zbudowano ceglane ogrodzenie z dwoma stylizowanymi kutymi furtkami oraz neogotycki dom przedpogrzebowy, według projektu Ernsta Betza. Prowadzi do niego 35-metrowa aleja, po obu stronach której rosną jesiony.
Podczas II wojny światowej cmentarz nie uległ zniszczeniu. Ostatni pogrzeb na cmentarzu odbył się w 2011.
Na cmentarzu zachowało się około 400 nagrobków, murowane ogrodzenie oraz dom przedpogrzebowy. Największy z nagrobków, okazały bazaltowy pomnik z dwiema kolumnami wspierającymi trójkątny szczyt, pochodzi z przełomu XIX i XX wieku. Należy on do Heinricha i Henriette Simonów.
Cmentarz wraz z domem przedpogrzebowym wpisano do rejestru zabytków nieruchomych województwa śląskiego decyzją z 16 czerwca 2021 (nr rej. A/838/2021).

## Pochowani
Na cmentarzu żydowskim w Pszczynie spoczęło wielu zasłużonych mieszkańców miasta i okolic:
- Abraham Muhr (zm. 1847) – działacz społeczny, zasłużony na rzecz równouprawnienia Żydów niemieckich,
- Philipp Zwiklitz (zm. 1848) – lekarz miejski,
- Samuel Skutsch (zm. 1862) – pierwszy żydowski przewodniczący Rady Miejskiej, prezes gminy żydowskiej w Pszczynie,
- Hirschel Guttmann (zm. 1877) – pierwszy rabin gminy żydowskiej w Pszczynie,
- Heinrich Schiller (zm. 1875) – współzałożyciel uzdrowiska w Goczałkowicach,
- Fedor Muhr (zm. 1893) – kupiec, przewodniczący Rady Miejskiej, prezes gminy żydowskiej w Pszczynie,
- Wilhelm Kohn (zm. 1896) – bankier,
- Chilus Mendelssohn (zm. 1899) – rabin, działacz syjonistyczny, historyk,
- Heinrich Timendorfer (zm. 1910) – kupiec, prezes gminy żydowskiej w Pszczynie,
- David Rau (zm. 1911) – czwarty rabin gminy żydowskiej w Pszczynie,
- Simon Steiner (zm. 1930) – karczmarz w Ćwiklicach, kantor gminy żydowskiej w Pszczynie,
- Heinrich Koenigsfeld (zm. 1938) – przedsiębiorca, radny miejski, związany z Chorzowem,
- Paul Schindler (zm. 1941) – kupiec, prezes gminy żydowskiej w Pszczynie.

## Galeria

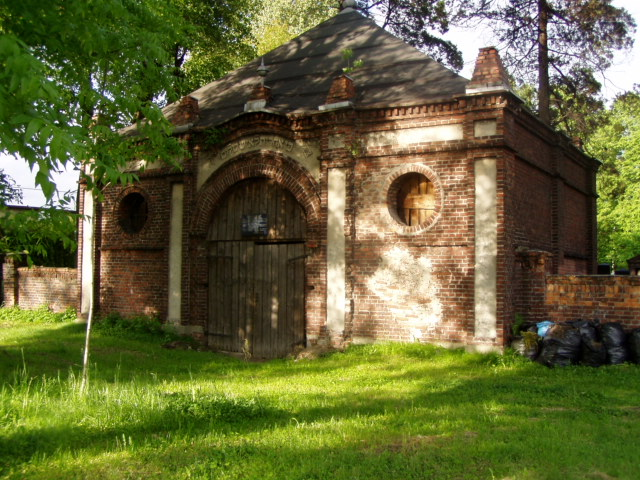
Dom przedpogrzebowy
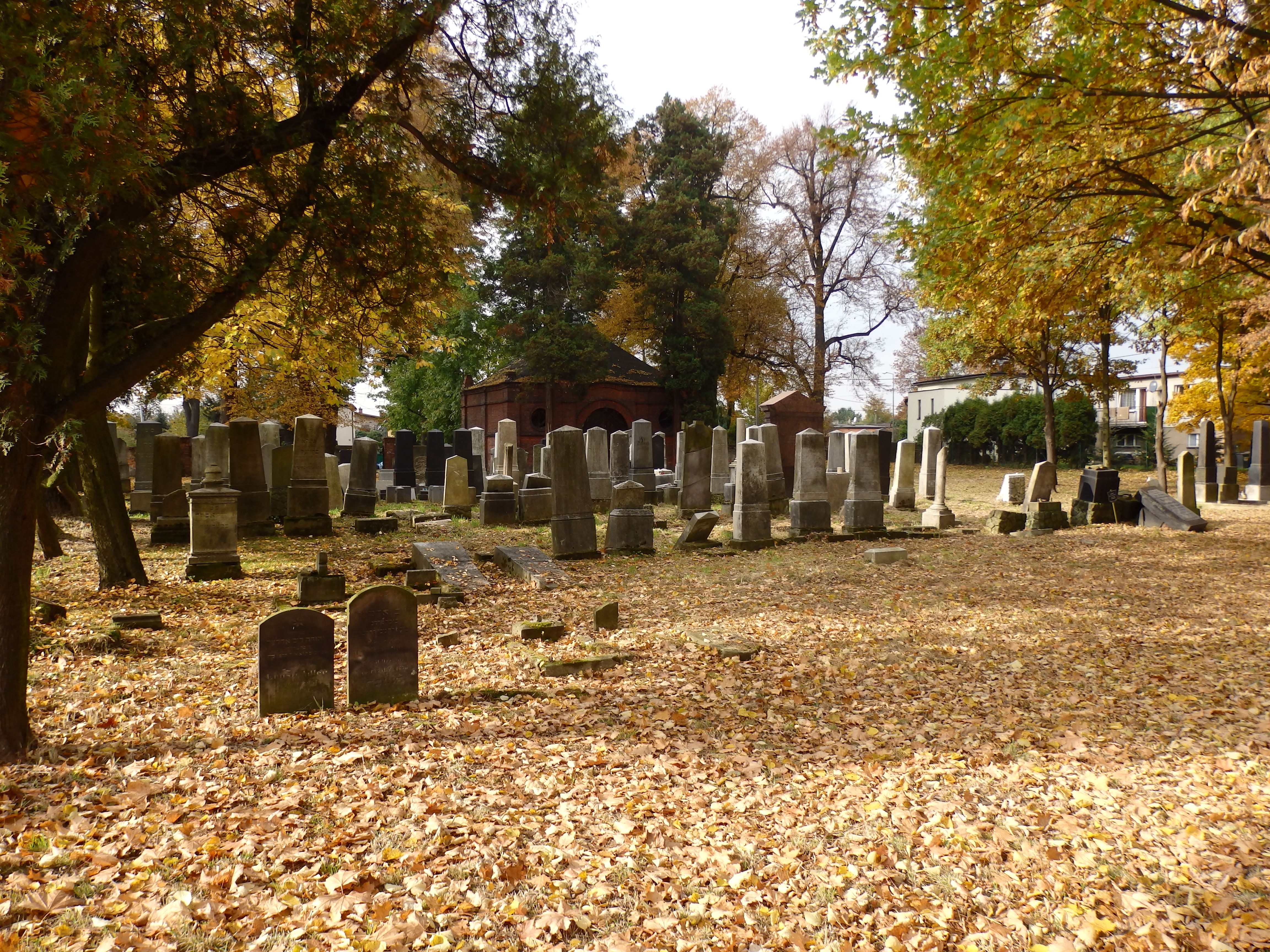
Widok na nową część cmentarza
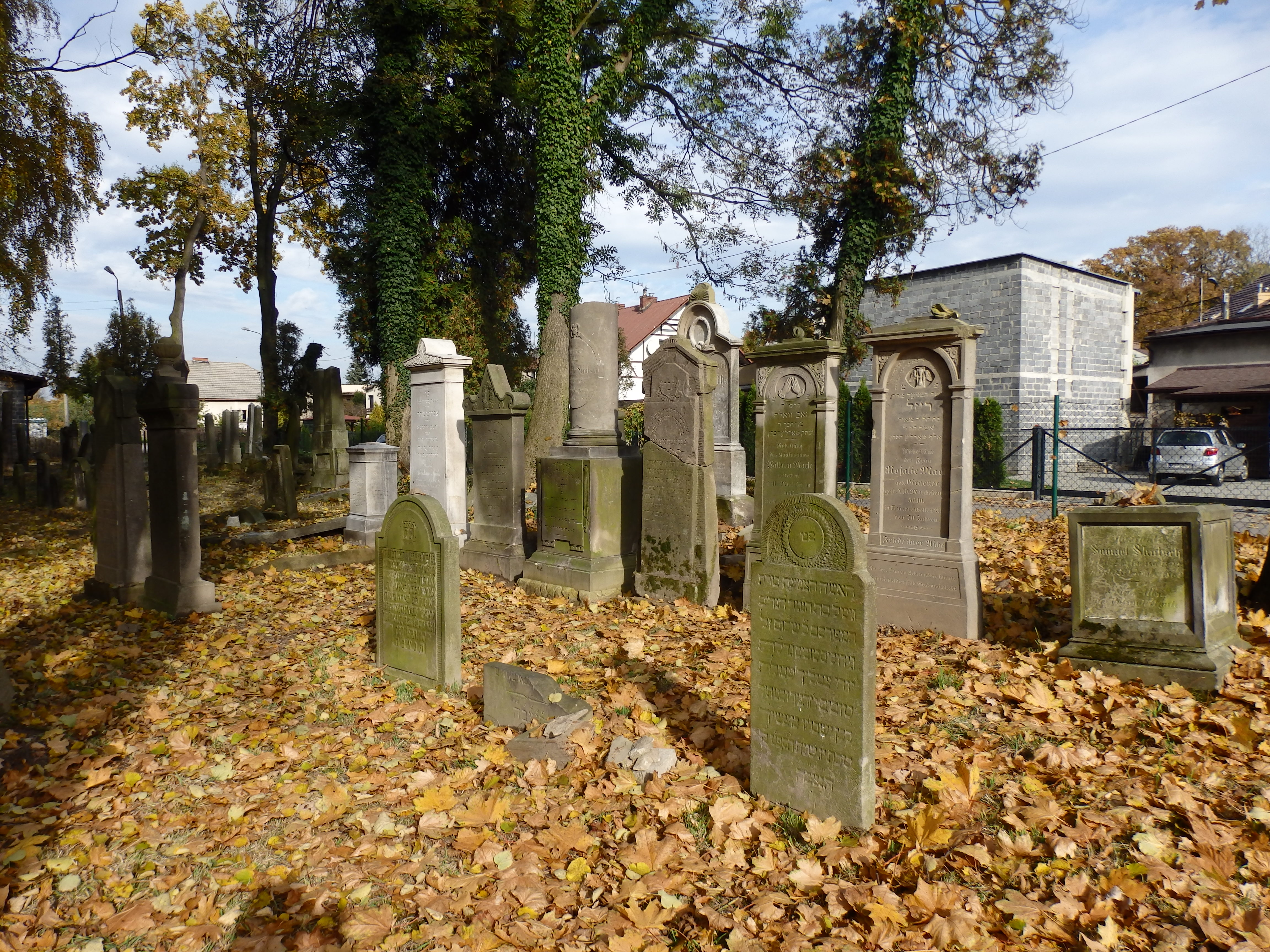
Widok na sektor rodu Plessnerów
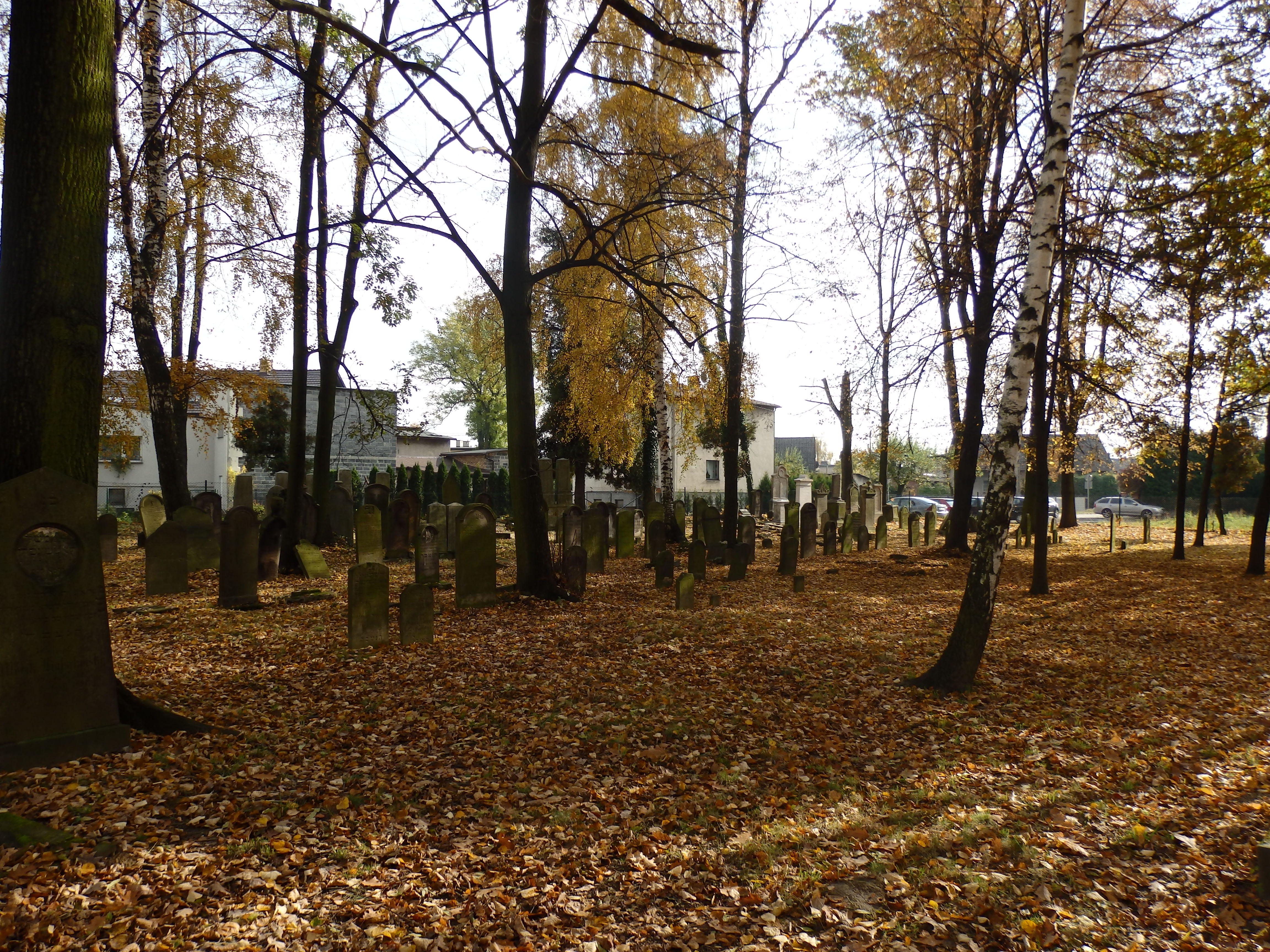
Widok na starą część cmentarza
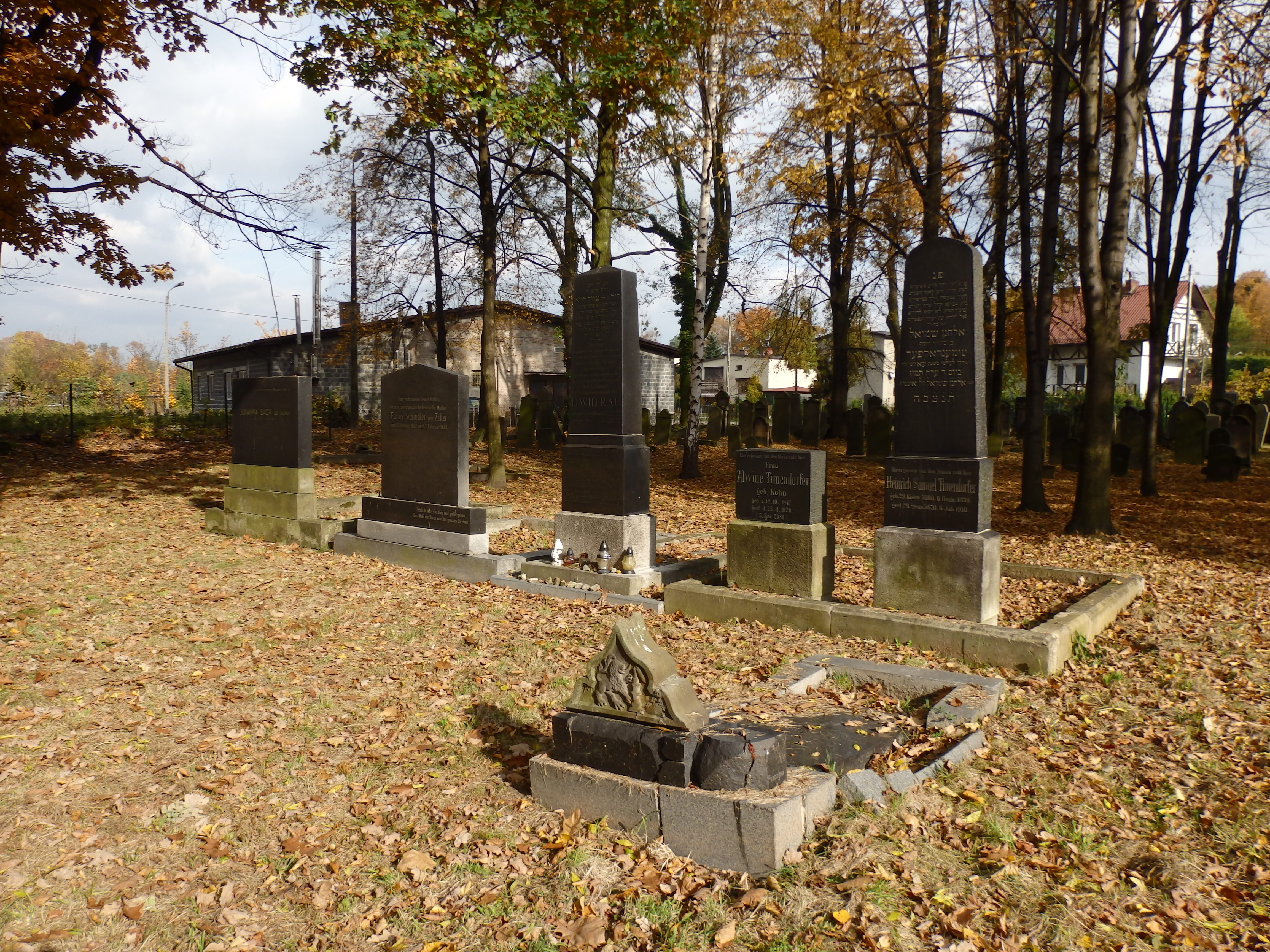
Widok na najmłodszą część cmentarza